# Marin Ireland
Marin Ireland, född 30 augusti 1979 i  Camarillo, Kalifornien, är en amerikansk skådespelare.
Ireland har bland annat medverkat i TV-serierna Sneaky Pete 2015–2019 och The Umbrella Academy 2020–2022. Hon har även medverkat i filmerna Hell or High Water från 2016, The Miseducation of Cameron Post från 2018, The Irishman från 2019 och The Boogeyman från 2023.

## Filmografi (i urval)
- 2007: Suburban Girl
- 2015–2019: Sneaky Pete
- 2015 – The Slap (TV-serie)
- 2016: Hell or High Water
- 2018: The Miseducation of Cameron Post
- 2019: The Irishman
- 2020–2022: The Umbrella Academy
- 2020: The Empty Man
- 2023: The Boogeyman
- 2023: Justified: City Primeval
- 2025 – Dope Thief (TV-serie)
- 2025 – Materialists